# Водопад Ангела
«Водопад Ангела» (англ. Seraphim Falls) — фильм-вестерн 2006 года, первый полнометражный опыт телевизионного продюсера и режиссёра Дэвида фон Анкена. Сценарий фильма написали Дэвид фон Анкен и Эбби Эверетт Жак. История разворачивается после Гражданской войны в США в конце 1860-х годов. В главных ролях — Пирс Броснан, Лиам Нисон, Майкл Уинкотт, Том Нунан, и Эд Лаутер. «Водопад ангела» поднимает такие темы, как насилие, выживание человека и тему войны.

## Сюжет
В 1868 году, в горах, Гидеон (Пирс Броснан) жарит зайца на костре. Вдруг раздаются выстрелы. Он хватает то, что успевает взять, и бросается вниз с горы. Его преследователи выходят из укрытия и проверяют его убежище. Полковник Морсман Карвер (Лиам Нисон), бывший офицер Конфедерации, нанял для преследования Гидеона охотников за головами: Папу (Роберт Бэкер), Хайеса (Майкл Уинкотт), Парсонса (Эд Лотер) и Малыша (Джон Робинсон).
Удалив пулю из руки, Гидеон прижигает рану охотничьим ножом. Он пытается украсть лошадь, но его застает на месте преступления молодая женщина по имени Шарлотта (Шеннон Зеллер), которая вначале наставляет на него ружье, а затем, увидев, что он ранен, помогает ему. Она перевязывает его рану, а её семья позволяет Гидеону переночевать в их доме. Позже он покупает у них лошадь.
Охотники почти настигли Гидеона, но он устраивает засаду, используя ловушку для медведя, которая пронзает Малыша. Через некоторое время преследователей становится меньше ещё на одного: Парсонса.
Гидеон достигает поселения строителей железной дороги, где останавливается, чтобы украсть еду. Его задерживает местный шериф. Карвер с оставшимся охотником, Хайесом, также прибывают в поселение. Между тем, Гидеон совершает побег из-под стражи. Карвер и Хайес преследуют его. Лошадь Гидеона пала и он добивает её ножом.
Когда Карвер и Хайес находят тушу лошади, Хайес удивляется, что туша выпотрошена. Вдруг Гидеон выпрыгивает из чрева лошади, где он скрывался, и хватает Хайеса, угрожая убить его, если Карвер не отдаст ему свой пистолет. Карвер стреляет в Хайеса. Стоя друг напротив друга, Карвер и Гидеон вспоминают события, ставшие причиной их раздора. После Гражданской войны в США Гидеону было приказано разыскать бывшего полковника Конфедерации. Когда он прибыл в Серафимо-Фолс, где располагался дом Карвера, чтобы допросить его, Карвер был в поле. Чтобы заставить жену Карвера (Энджи Хэрмон) рассказать о его местонахождении, и полагая, что их дом пуст, Гидеон приказывает поджечь дом. Один из офицеров видел, что в колыбели спит младенец, но утаивает это. Пламя уже охватывает дом, когда появляется Карвер. В то время как солдаты держали Карвера, его жена с сыном бросилась в дом спасать младенца. В этот момент обвалилась охваченная огнём крыша. На вопрос Гидеона, почему не сказали про младенца, офицер ответил, что ему наплевать на южан. Гидеон испытывал чувство вины за трагедию.
Двое мужчин дерутся, и Гидеон в конце концов берет верх над Карвером. Он указывает в сторону города и говорит Карверу, что тот «не получит ничего, кроме неприятностей, если продолжит свою погоню». Гидеон забирает лошадей Карвера и Хайеса и уезжает. Когда Карвер догоняет Гидеона, оба мужчины находятся на грани истощения. Они вновь дерутся. Гидеон снова побеждает Карвера, но вместо того, чтобы прикончить врага, он возвращает Карверу пистолет и предлагает воспользоваться им, убив Гидеона. Карвер не делает этого, отбросив пистолет в сторону. Гидеон помогает Карверу подняться на ноги и двое мужчин идут по пустыне на расстоянии друг от друга. В финальной сцене Гидеон берёт нож, который он использовал на протяжении всей погони, и вонзает его в землю.

## В ролях
- Лиам Нисон — Карвер
- Пирс Броснан — Гидеон
- Майкл Уинкотт — Хайес
- Ксандер Беркли — Маккензи
- Эд Лотер — Парсонс
- Том Нунен — Министр Абрахам
- Кевин Дж. О’Коннор — Генри
- Джон Робинсон — Малыш
- Анжелика Хьюстон — мадам Луиза
- Энджи Хэрмон — Роуз

## Производство
Первой из актёрского состава к проекту присоединилась в ноябре 2005 года Анжелика Хьюстон, сыгравшая г-жу Луизу, мошенницу-призрака, которая фигурирует в конце фильма.
Роль Гидеона изначально должен был исполнить Ричард Гир, но после того, как он отказался, её предложили Пирсу Броснану.
Лиам Нисон сравнивал свою роль с капитаном Ахавом в «Моби Дике», который так же преисполнен идеей мести, ставшей сутью его жизни.
Оператором фильма выступил обладатель двух премий «Оскар» Джон Толл, который позднее признал, что его участие в проекте было прекрасной возможностью поработать с режиссёром, заинтересованным в визуальном повествовании.

## Отзывы и критика
Фильм провалился в прокате, но был хорошо встречен критиками, которые отмечали качественную игру актеров, особо выделяя роль Пирса Броснана, необычную и неожиданную для него.